# Jeff Garlin
Pour les articles homonymes, voir Garlin (homonymie).
Jeff Garlin est un acteur, producteur, réalisateur et scénariste américain né le 5 juin 1962 à Chicago, Illinois (États-Unis).

## Filmographie

### Comme acteur

#### Cinéma

##### Films
- 1992 : Franc-parler (Straight Talk) : Bob
- 1992 : Héros malgré lui (Hero) : News Vendor
- 1993 : RoboCop 3 de Fred Dekker : Donut Jerk
- 1994 : Little Big League de Andrew Scheinman : Opposing Little League Manager
- 1998 : Supersens (Senseless) : Arle Vickers
- 1999 : Austin Powers 2 : L'Espion qui m'a tirée (Austin Powers: The Spy Who Shagged Me) : Cyclops
- 2000 : Self Storage : Duncan Baumgartner
- 2000 : Un amour infini (Bounce) : Emcee
- 2002 : Run Ronnie Run (en) de Troy Miller : Birthday Woman's friend
- 2002 : Une soirée parfaite (The Third Wheel) : Office worker
- 2002 : Full Frontal : Harvey, Probably
- 2003 : École paternelle (Daddy Day Care) : Phil
- 2004 : Pyjama Party (Sleepover) : Jay Corky
- 2004 : Outing Riley
- 2004 : Coup d'éclat (After the Sunset) : Ron
- 2004 : Fat Albert : Jerry
- 2005 : Braqueurs amateurs (Fun with Dick and Jane) : Patron
- 2006 : I Want Someone to Eat Cheese With de lui-même : James
- 2006 : Hooked : Mr Waterhouse
- 2010 : Le Chasseur de primes (Bounty Hunter) : Sid
- 2017 : Handsome : Le détective Handsome
- 2019 : Star Wars, épisode IX : L'Ascension de Skywalker : Junn Gobint (caméo non crédité)
- 2022 : Babylon de Damien Chazelle : Don Wallach

##### Films d'animation
- 2008 : Wall-E : Captain B. McCrea (voix)
- 2011 : Cars 2 : Perry Badcock
- 2012 : L'Étrange pouvoir de Norman : Perry Badcock
- 2019 : Toy Story 4 : Buttercup

#### Télévision
- 1995 : The Computer Wore Tennis Shoes (TV) : Agent Reese
- 1997 : Choupette la coccinelle (The Love Bug) (TV) : Highway Patrolman
- 1999-2024 : Larry et son nombril (série télévisée) : Jeff Greene
- 2001 : Late Friday (série télévisée) : Host
- 2001 : What About Joan (série télévisée) : Steinie (2001-2002)
- 2006 : The Jimmy Timmy Power Hour 3: The Jerkinators! (TV) : Villain (voix)
- 2008-2010 : Les Sorciers de Waverly Place (série télévisée) : Kelbo Russo
- 2011: Community (épisode 8 saison 3) : Lui-même
- 2013-2023 : Les Goldberg (série télévisée) :  Murray Goldberg
- 2023 : Mes premières fois : Len, le petit ami de Nirmala  (saison 4; 5 épisodes)

### Comme producteur
- 1999 : Larry et son nombril (TV)
- 2005 : I Want Someone to Eat Cheese With
- 2006 : This Filthy World

### Comme réalisateur
- 2005 : I Want Someone to Eat Cheese With
- 2006 : This Filthy World

### Comme scénariste
- 2005 : I Want Someone to Eat Cheese With